# The Moving Picture Cowboy
The Moving Picture Cowboy  è un cortometraggio muto del 1914 scritto, diretto e interpretato da Tom Mix.

## Produzione
Il film fu prodotto dalla Selig Polyscope Company.

## Distribuzione
Distribuito dalla General Film Company, il film - un cortometraggio in due bobine - uscì nelle sale cinematografiche statunitensi il 5 ottobre 1914.